# Cmentarz żydowski w Rymanowie
Cmentarz żydowski w Rymanowie – został założony w drugiej połowie XVI wieku i zajmuje powierzchnię 2,64 ha, na której zachowało się około dwustu nagrobków. Na początku XXI wieku Wojciech Białas, który opiekuje się cmentarzem, odkrył na jego terenie (w środkowej części wschodniego stoku zbocza) osiem kamiennych stel z XVII w. Najstarsza pochodzi z 1616 r., kolejne cztery z zachowanymi datami z lat 1619, 1627, 1678–1679 i 1680. Szesnaście macew pochodzi z XVIII w. Najliczniejsze są nagrobki z wieku XIX, rozmieszczone po północnej i zachodniej stronie starszego obszaru. Nieliczne nagrobki z XX w. znajdują się w północnej części cmentarza.
Na cmentarzu znajdują się dwa ohele kryjące szczątki cadyków: Menechema Mendla (1745-1815) i Cwi Hirsza Kohena (1788-1847) oraz kwatera żołnierzy wyznania mojżeszowego poległych podczas I wojny światowej. Cmentarz znajduje się przy ul. Słowackiego.

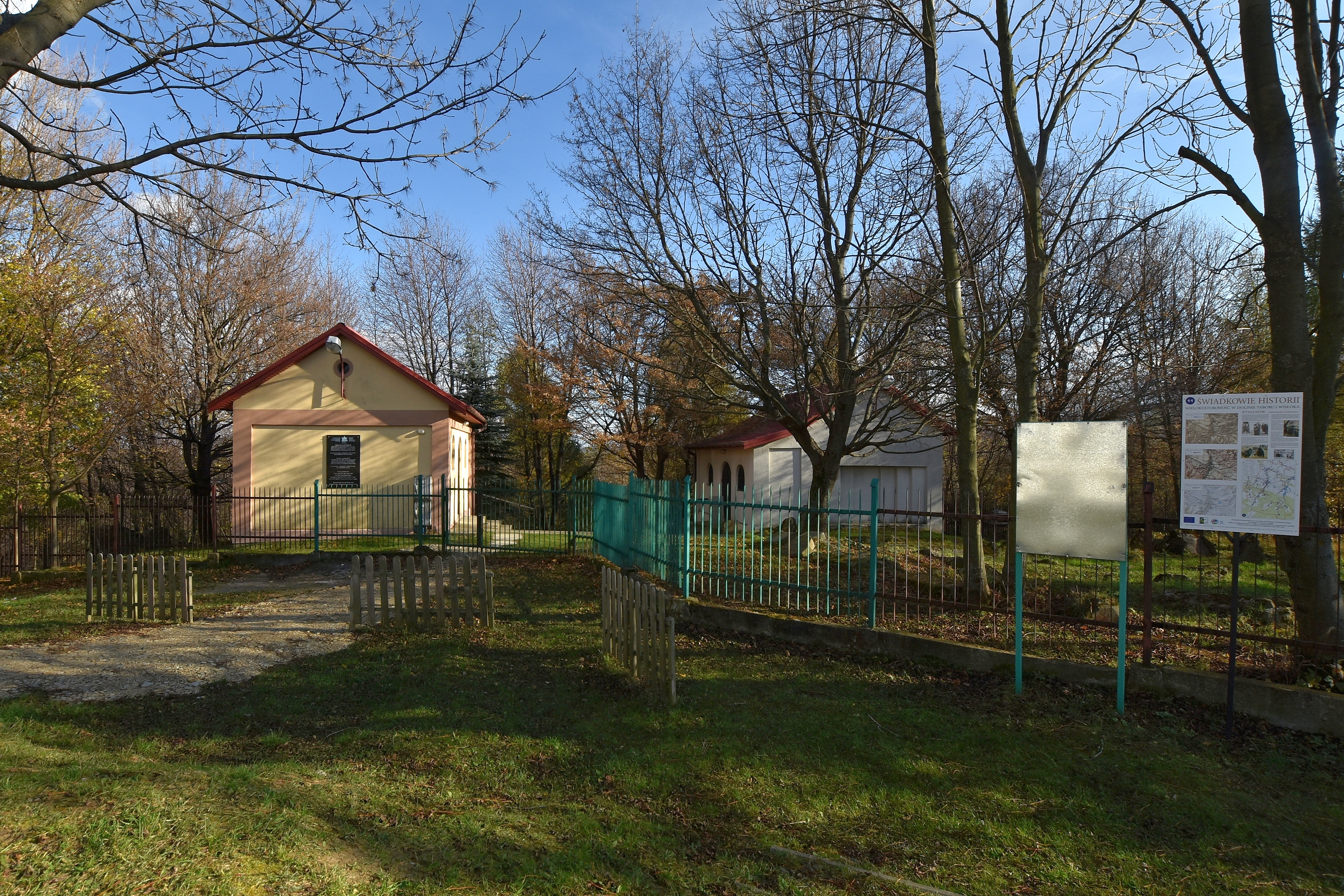
Widok ogólny
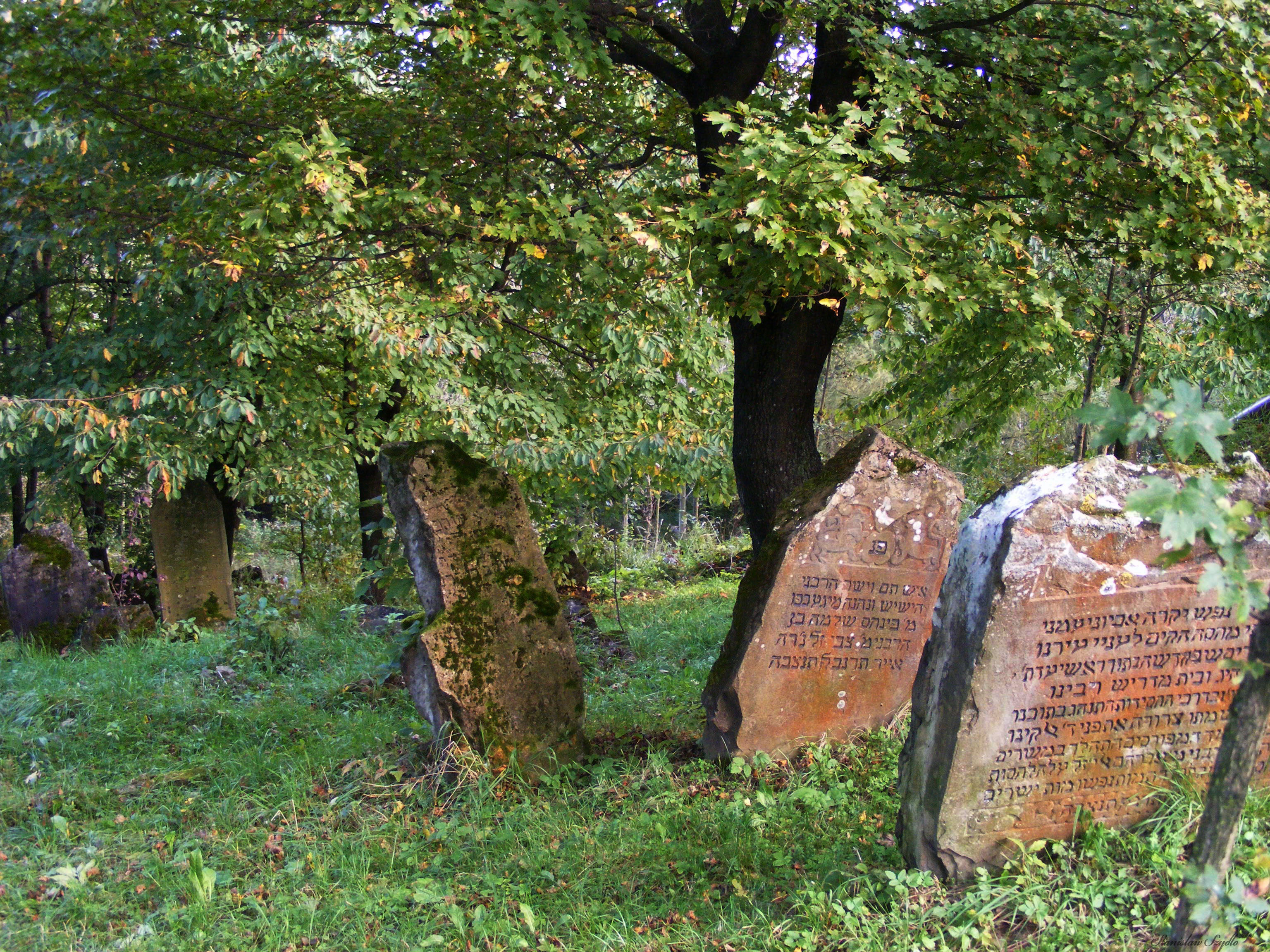
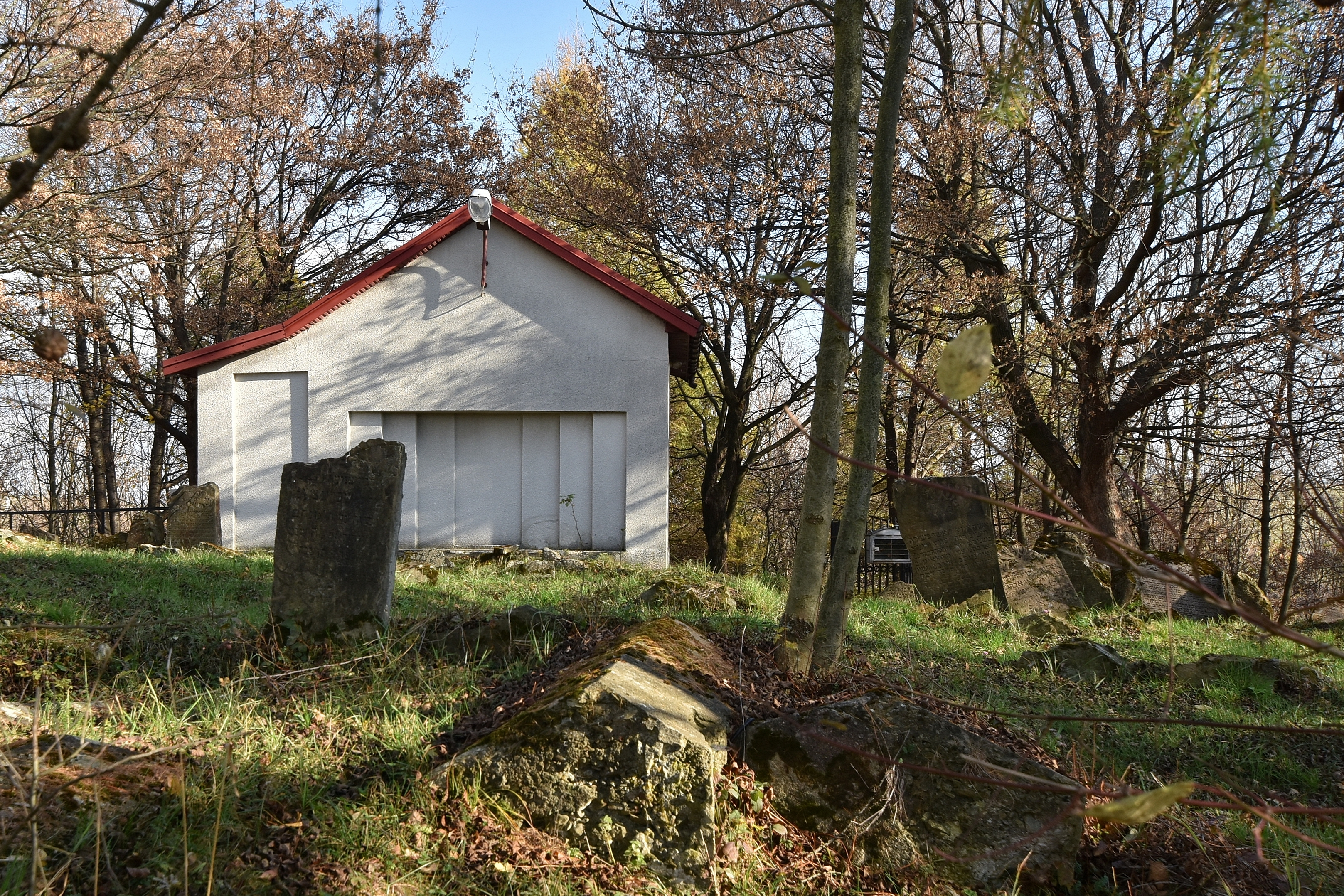